# Roy Blunt

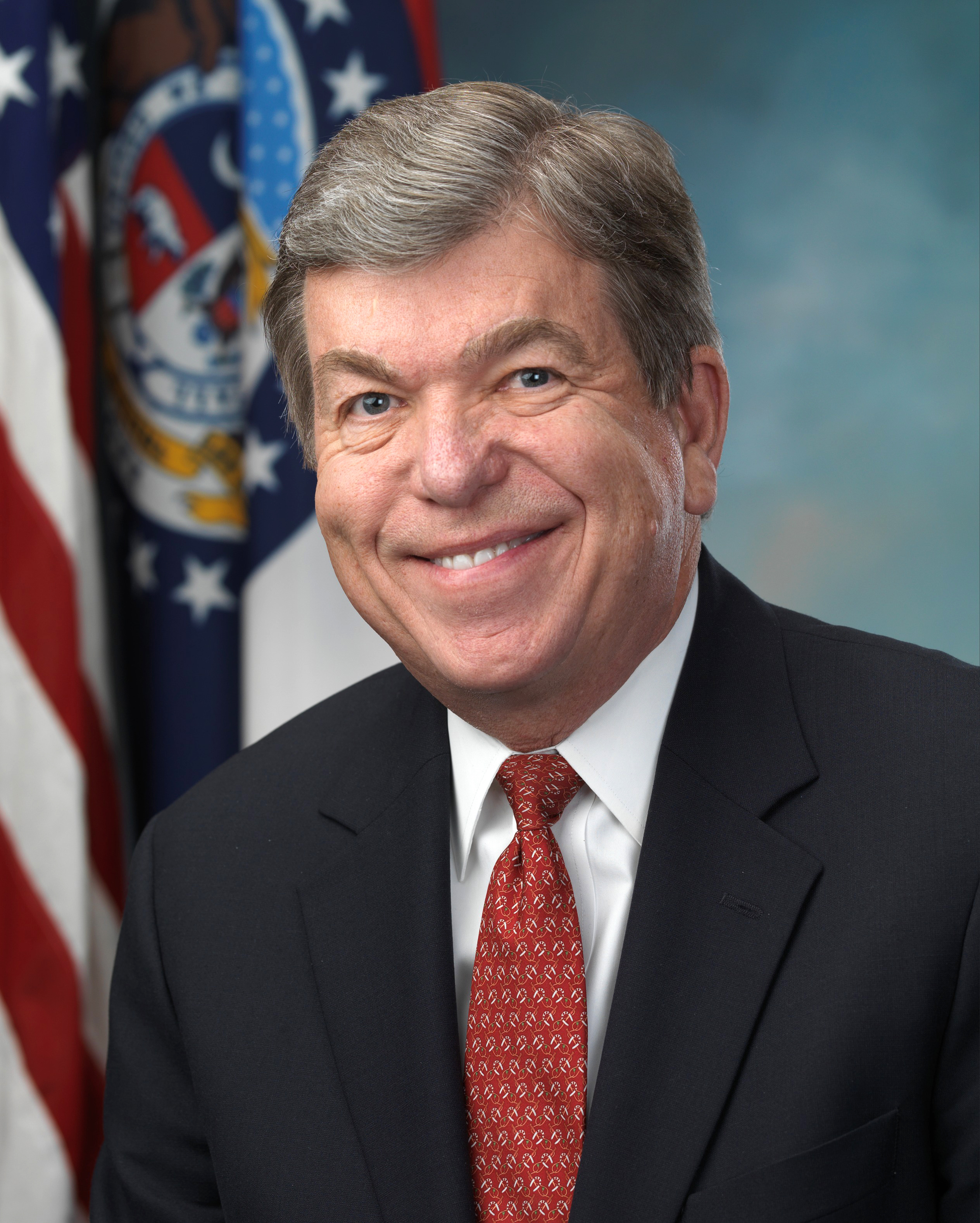
Roy Blunt (2011)

Roy Dean Blunt (* 10. Januar 1950 in Niangua, Webster County, Missouri) ist ein US-amerikanischer Politiker der Republikanischen Partei. Von Januar 2011 bis 2023 war er Senator für Missouri im Senat der Vereinigten Staaten.

## Leben
Nach seiner Schulzeit studierte Blunt Geschichte an der Southwest Baptist University und an der Southwest Missouri State University. Er ist Mitglied der Republikanischen Partei. Zwischen 1984 und 1993 übte er das Amt des Secretary of State von Missouri aus. Von 1997 bis 2011 war er Abgeordneter im Repräsentantenhaus der Vereinigten Staaten für den siebten Sitz des Bundesstaats, wo er von 2003 bis 2007 als Majority Whip die dritthöchste Position in der Fraktion der Republikaner innehatte. Als im September 2005 der bisherige Majority-Leader der Republikaner Tom DeLay  aufgrund des Verdachts des Betruges zeitweise zurücktrat, übernahm Blunt die Aufgaben des Majority-Leaders. Im Januar 2006 trat dann Tom DeLay endgültig zurück und Blunt verkündete, er würde sich um dessen Nachfolge bewerben. Bei der anschließenden Wahl verlor Blunt aber überraschend gegen John Boehner, der dann neuer Majority-Leader wurde. Im 110. Kongress der Vereinigten Staaten, in welcher sich die Republikaner zum ersten Mal nach 12 Jahren wieder in der Minderheit befanden, war er der Minority-Whip und belegte somit die zweithöchste Position in republikanischen Fraktion nach John Boehner. 
Am 2. November 2010 gewann er die Senatswahlen gegen Robin Carnahan. Blunt folgte im Senat der Vereinigten Staaten dem langjährigen republikanischen Amtsinhaber Kit Bond. Da er im Jahr 2016 in seinem Amt bestätigt wurde, vertrat er weitere sechs Jahre seinen Staat im US-Senat bis zum 3. Januar 2023.
Blunt war Chairman for the Joint Congressional Committee on Inaugural Ceremonies (JCCIC) bei der Amtseinführung von Joe Biden als 46. US-Präsident. Diese Funktion bekleidete er ebenfalls vier Jahre zuvor bei der Vereidigung von Donald Trump. Ab 2019 war er außerdem in der republikanischen Senatsfraktion der Vorsitzende des Senate Republican Policy Committee und somit der vierthöchste Republikaner nach Mitch McConnell, John Thune und John Barrasso. 
1967 heiratete Blunt Roseann Ray, mit der er drei gemeinsame Kinder hat. Sein Sohn Matt Blunt war von 2005 bis 2009 Gouverneur des Bundesstaates Missouri. 2002 wurde die Ehe geschieden. Blunt heiratete 2003 Abigail Perlman. Sie adoptierten ein Kind aus Russland. Blunt lebt in Strafford, Missouri.